# Can Planes
Can Planes, también denominada a lo largo de su historia Can Planes de Dalt y Can Freixes, es una antigua masía ubicada en el distrito de Les Corts de Barcelona. Ha sido popularmente conocida como La Masía desde que en 1950 fue adquirida por el Fútbol Club Barcelona como parte de los terrenos para la construcción del Camp Nou. Entre 1978 y 2011 albergó la residencia y academia formativa del fútbol base del club. Desde 2011 el edificio está sin uso, aunque está previsto que se convierta en sede social del club.
La finca está inscrita como Bien Cultural de Interés Local (BCIL) en el Inventario del Patrimonio Arquitectónico de Cataluña con el código 08019/2067.

## Historia
Los orígenes de esta casa de labranza se remontan al pasado agrícola de la parroquia de Les Corts. La masía de Can Planes estaba ubicada al norte de una pieza de tierra de 9 mojadas, en la partida de Riera Blanca, destinadas al cultivo de secano –principalmente olivos— y a la viña. Contaba también con una pequeña huerta, regada por agua de noria que se recogía en un aljibe.
Aunque el edificio actual data del año 1702, los orígenes de la primitiva masía son anteriores al siglo XVIII. En 1662 Pere Planes, payés de Sarriá, compró los terrenos de la torre Granera de Les Corts, un antiguo «mas» de siglo XVIII en ruinas, que reconstruyó. Su nieto, Magí Planes, fue el encargado de finalizar las obras de reconstrucción en 1702. Sus descendientes pasaron a vivir en Ca n'Oriol, en Sant Martí de Provençals, por los que Can Planes quedó en manos de masoveros como la familia Freixes. A lo largo del siglo XIX se segregaron importantes porciones de tierra, destinadas en gran medida a la instalación de tejares, que aprovechaban las características del terreno.
En 19 de diciembre de 1950 el último heredero de los Planes de Les Corts, Francesc Planes Buera, firmó la venta al Fútbol Club Barcelona de sus terrenos de 1 517 090 palmos cuadrados, incluyendo la finca de Can Planes, por más de seis millones de pesetas. El club azulgrana iba a destinar esta parcela, junto a otras anexas, a la edificación de un nuevo estadio.

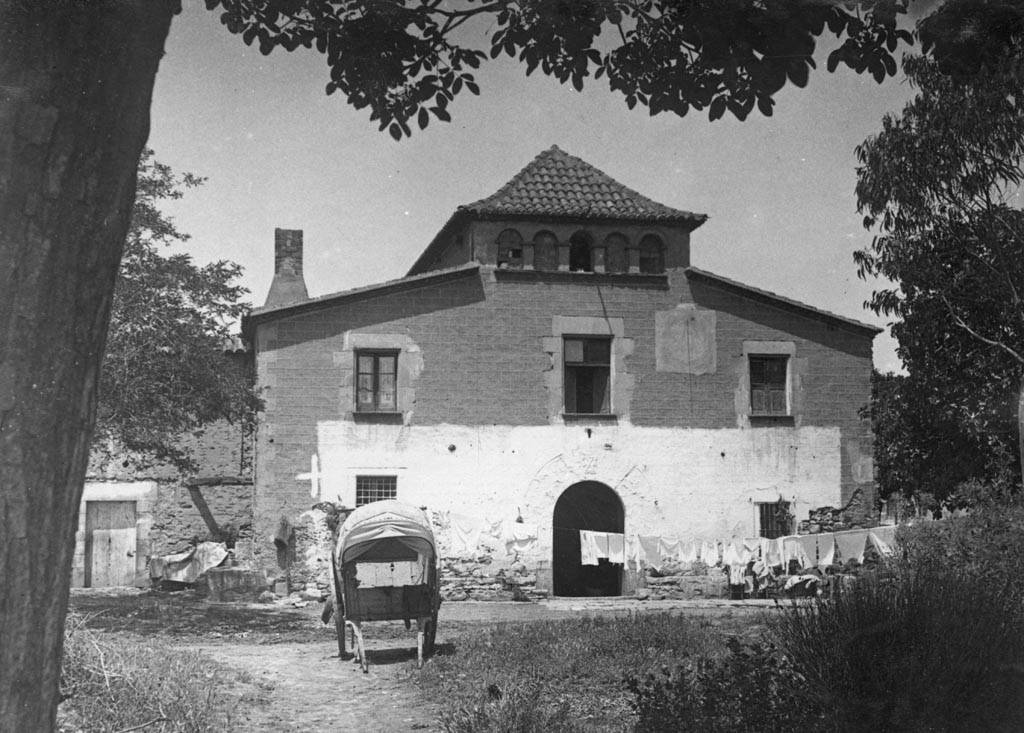
Can Planes en 1925.

Durante las obras de construcción del Camp Nou, que se prolongaron hasta 1957, la masía de Can Planes sirvió como taller de confección de las maquetas, lugar de reuniones, trabajo de arquitectos y constructores, además como local de recepción de autoridades. Varios historiadores han demostrado que durante las obras del estadio la finca rural fue derribada y reconstruida, piedra a piedra, a unos metros de distancia de su emplazamiento original.
La Masía permaneció cerrada desde la inauguración del estadio hasta la presidencia de Enric Llaudet, quien siguiendo una política de reducción de gastos optó por convertirla en la sede social y de las oficinas del club, hasta entonces ubicadas en un edificio de alquiler en la Vía Layetana, 180. Tras llevarse a cabo las obras de restauración y rehabilitación, la inauguración tuvo lugar el 25 de septiembre de 1966, coincidiendo con el noveno aniversario del Camp Nou. Al acto asistieron el propio presidente Llaudet y múltiples autoridades como el Capitán General de Cataluña, José Luis Montesinos, duque de la Victoria; el gobernador civil de Barcelona, Tomás Garicano y el alcalde de la ciudad, José María de Porcioles. Durante los siguientes doce años Can Planas albergó el despacho del presidente del club, las reuniones de la junta, las ruedas de prensa de la directiva y las presentaciones de nuevos jugadores, como Johan Cruyff.
En 1978, con la llegada de Josep Lluís Núñez a la presidencia del FC Barcelona, las oficinas del club se trasladaron a un edificio anexo al Palau de Gel. Can Planes fue reformada para acoger la residencia y academia formativa de jóvenes futbolistas del club. Las obras de adecuación costaron 17 millones de pesetas y se inauguraron el 20 de octubre de 1979.
Durante 32 temporadas, más de 500 futbolistas residieron La Masía. El 30 de junio de 2011 Can Planes cerró sus puertas, al trasladarse su actividad a la nueva residencia y academia del club, La Masía-Centre de Formació Oriol Tort, ubicada en la Ciudad Deportiva Joan Gamper, en San Juan Despí. Al acto simbólico de cierre asistieron el director de la residencia, Carles Folguera, el vicepresidente deportivo del club Josep Maria Bartomeu, el directivo de fútbol formativo, Jordi Mestre, y el exfutbolista Guillermo Amor, que fue uno de los primeros inquilinos. Pocos meses antes del cierre la junta directiva del club anunció que el edificio volvería a convertirse en sede social del club.
La rehabilitación de Can Planas se incluyó en el macroproyecto «Espai Barça», que contempla la remodelación del Camp Nou y la reurbanización integral de su entorno, aprobado por referéndum entre los socios barcelonistas el 5 de abril de 2014. El 14 de octubre de 2015 la junta directiva del FC Barcelona dio luz verde a un presupuesto de 1,8 millones para reformar y ampliar Can Planas y convertirla en sede institucional del club.

## Características arquitectónicas
Can Planes ha sido muy transformada, especialmente a partir de los años 1950. Aunque su estilo es el paradigmático de las masías del Llano de Barcelona, de la finca original sólo conserva su aspecto externo y la crujía central.
Es un edificio aislado de planta rectangular, tres cuerpos y estructura basilical. La finca es obra de mampostería enlucida, con envigado de pino y grandes sillares de piedra pulida en puertas y ventanas. La fachada principal se ordena a partir de la puerta adintelada de arco de medio punto, que presenta en la dovela central el escudo de Santa Eulalia —patrona de Sarriá— flanqueado por las iniciales del apellido del propietario y la fecha de construcción, 1702. A cada lado se abren dos ventanas pequeñas y en el piso principal tres ventanas de mayor tamaño, junto a las que destaca un reloj de sol. Los dos pisos de altura se completan con un tercero, una buhardilla que nace de la elevación del cuerpo central, que permite la formación de una galería de cuatro arcadas de punto medio. La cubierta es a dos vertientes, excepto en el cuerpo central, cubierto a cuatro.
El cuerpo central estaba unido a una primitiva estructura de dos plantas, posiblemente correspondiente a la masía original, a la que se añadieron otros anexos destinados a las cuadras y almacenes, que fueron derribados con las obras de rehabilitación de los años 1950 o 1960. Entre las obras realizadas también por el FC Barcelona destaca el añadido de un cuerpo de planta baja y piso en la parte posterior.

## Esculturas

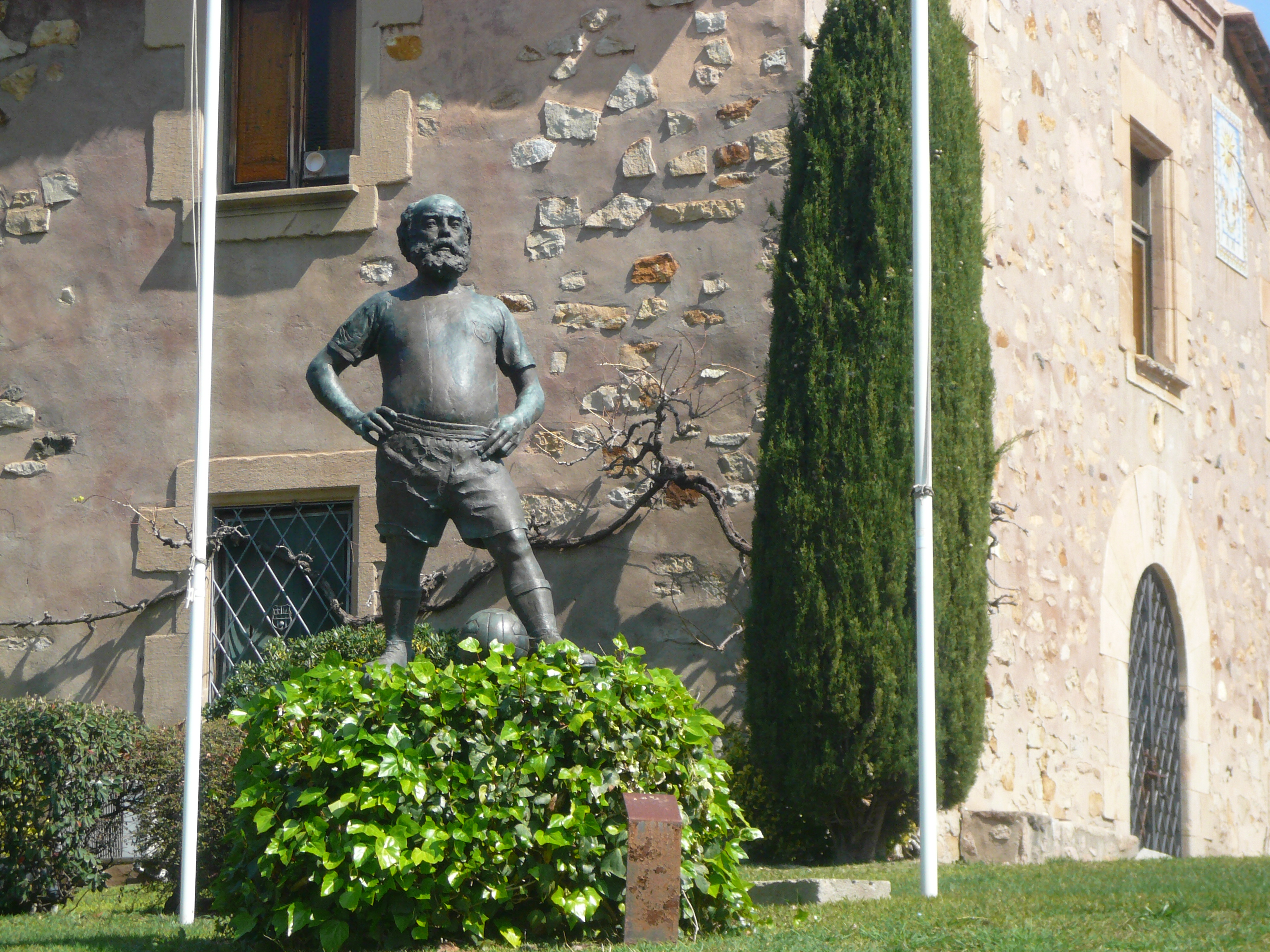
Escultura de L'Avi Barça.

En los jardines alrededor de La Masía se ubican varias esculturas. La más antigua és «L'Avi», una figura de bronce situada en el lado oeste de la fachada principal. Obra del escultor Josep Viladomat, representa al Avi del Barça, icónico personaje barcelonista creado por el dibujante Valentí Castanys en los años 1920. La escultura fue inaugurada el 24 de octubre de 1972 frente a la que entonces era la sede social del club, como parte de los actos conmemorativos del 15.º aniversario de la inauguración del Camp Nou.
En el jardín trasero se ubican cuatro esculturas. Tres de ellas se instalaron en el marco de una iniciativa llevada a cabo por Miquel Pujol, durante la presidencia de José Luis Núñez, en la que una veintena de artistas cedieron sus obras gratuitamente a la Fundación Fútbol Club Barcelona para convertir los aledaños del estadio en un parque de esculturas. Las obras junto a Can Planas son:
- «Fecunditat», de Luis Rey Polo, que fue la primera en inaugurarse, el 27 de octubre de 1997. La obra, de hormigón, fue recuperada de un emplazamiento original, una fábrica de Sant Andreu.[16]
- «Projecció de l'atleta mediterrani», obra de acero inoxidable de Ferran Soriano, inaugurada el 22 de diciembre de 1997.[17]
- «La victoria», de Joan Abràs, instalada el 25 de diciembre de 1998. Es una figura de Niké, diosa de la victoria, realizada en resina con fibra de vidrio y acabado de bronce.[18]

La cuarta pieza que completa el conjunto es «La barca de Barça», obra de mármol, granito y acero inoxidable realizada por Xavier Corberó en 1987. Inicialmente fue ubicada en la explanada entre el estadio y el Palau Blaugrana para conmemorar el 30.º aniversario del Camp Nou. En 2014 fue trasladada al jardín trasero de La Masía.
La obra más moderna es «Als socis i a les penyes del Barça», de Josep María Subirachs, que data de 1999. Ubicada en el lateral oeste de Can Planas, es un homenaje a la masa social del club, inaugurada con motivo del centenario de la entidad.
|                                |
| «Fecunditat», de Luis Rey Polo |

|                                                        |
| «Projecció de l'atleta mediterrani», de Ferran Soriano |

|                              |
| «La victoria», de Joan Abràs |

|                                                                |
| «Als socis i a les penyes del Barça», de Josep María Subirachs |

|                                          |
| « La barca del Barça», de Xavier Corberó |